# Kurt Erlebach
Kurt Erlebach (* 15. Juli 1922 in Landeshut in Schlesien; † 11. Januar 2008) war ein deutscher Politiker (KPD, später DKP).

## Leben
Nach der Lehre als Tischler 1937 bis 1940 wurde er zur Wehrmacht eingezogen. Er nahm am Einmarsch in die Sowjetunion teil. Dort geriet er 1943 in Kriegsgefangenschaft und kam in Kontakt mit Vertretern des Nationalkomitees Freies Deutschland. Nach dem Kriegsende ging Erlebach nach Hamburg, arbeitete zunächst als Tischler und wurde Mitglied der FDJ, der Gewerkschaft und der KPD und war Landesvorsitzender der FDJ.
Erlebach war von 1950 bis 1953 das jüngste Mitglied der Hamburgischen Bürgerschaft, er rückte für den am 12. Januar 1950 ausgeschiedenen Walter Möller nach. Ab 1954 gehörte er dem Parteivorstand an. Nach dem KPD-Verbot 1956 arbeitete Erlebach illegal weiter für die Partei und wurde deshalb zu einer Gefängnisstrafe verurteilt. 1966 kandidierte er als Einzelkandidat für die Bürgerschaft.
1968 gehörte Erlebach zu den Gründern der DKP und war viele Jahre Mitglied im Parteivorstand und im Präsidium dieser Partei. Zur Bundestagswahl 1969 trat er auf Platz zwei der Hamburger Landesliste des Wahlbündnisses Aktion Demokratischer Fortschritt an.
Auch in den Vorfeldorganisationen der DKP war Erlebach tätig. So war er Generalsekretär der VVN und wurde 1979 auf dem Bundeskongreß der VVN-Bund der Antifaschisten in das Präsidium der Organisation gewählt.
Auch nach der Wende und friedlichen Revolution in der DDR setzte er seine Tätigkeiten fort. Er beteiligte sich am Erich-Honecker-Solidaritätskomitee und anderen Organisationen gegen die Aufarbeitung des DDR-Unrechts. Er gehörte der Zentralen Initiative zur Rehabilitierung der Opfer des kalten Krieges an und war Ehrenvorsitzender des Kuratoriums der
Ernst-Thälmann-Gedenkstätte Hamburg.
Kurt Erlebach war verheiratet und hatte eine Tochter.